# José de Jesús Manríquez y Zárate
José de Jesús Manríquez y Zárate (* 7. November 1884 in León, Guanajuato, Mexiko; † 28. Juni 1951 in Huejutla, Hidalgo) war Bischof von Huejutla.

## Leben
José de Jesús Manríquez y Zárate empfing am 28. Oktober 1907 das Sakrament der Priesterweihe für das Bistum León.
Am 11. Dezember 1922 ernannte ihn Papst Pius XI. zum ersten Bischof von Huejutla. Der Bischof von León, Emeterio Valverde y Téllez, spendete ihm am 4. Februar 1923 die Bischofsweihe; Mitkonsekratoren waren der Bischof von Querétaro, Francisco Banegas y Galván, und der emeritierte Bischof von Chilapa, Francisco Maria Campos y Angeles. Die Amtseinführung fand am 8. Juli 1923 statt.
Am 1. Juli 1939 trat José de Jesús Manríquez y Zárate als Bischof von Huejutla zurück. Papst Pius XII. ernannte ihn daraufhin zum Titularbischof von Verbe.